# Acido chenoursodesossicolico
L'acido chenoursodesossicolico riduce l'escrezione biliare di colesterolo e di acido colico, rimpiazzando gradualmente quest'ultimo e il suo metabolita, l'acido desossicolico, nel pool di acidi biliari. Ciò comporta una desaturazione in colesterolo della bile e una graduale dissoluzione dei calcoli biliari di colesterolo radiotrasparenti in presenza di una cistifellea funzionante. 
L'acido chenoursodesossicolico non è efficace in caso di calcoli biliari radiopachi (calcificati) o calcoli di pigmenti biliari radiolucenti e perciò confondibili con quelli colesterolici. È in commercio come sale di magnesio triidrato.

## Farmacocinetica
Viene assorbito, dopo somministrazione orale, a livello di ileo (con meccanismo attivo) e di colon (con meccanismo passivo). Il picco sierico di massima concentrazione è raggiunto 2-4 ore dopo la somministrazione.

## Tossicità
La DL50 per via orale è nel ratto 14 g/kg; nel topo maschio 13,1 g/kg e nel topo femmina 14,011 g/kg.

## Usi clinici
Impiegato nel trattamento litolitico di calcoli biliari radiotrasparenti colesterolici.

## Dosi terapeutiche
È somministrato per via orale e la dose giornaliera è generalmente compresa tra 500 e 750 mg (8-10 mg/kg). Per ottenere la dissoluzione di calcoli biliari la durata del trattamento deve essere di almeno 4-6 mesi. Nella terapia di mantenimento sono sufficienti dosi di 250- 500 mg/die.

## Effetti collaterali ed indesiderati
Può causare diarrea ed aumento delle transaminasi.

## Controindicazioni
Il farmaco è controindicato nei soggetti con ipersensibilità nota al principio attivo oppure ad uno qualsiasi degli eccipienti. È inoltre controindicato nell'ittero ostruttivo, nelle affezioni epatiche e renali gravi, nelle donne in stato di gravidanza.

Si consiglia di non somministrare il farmaco ai pazienti con forme morbose che possano alterare la circolazione enteroepatica degli acidi biliari, come ad esempio coliche biliari, infezioni biliari, affezioni intestinali, alterazioni pancreatiche gravi.

## Sovradosaggio
In caso di ingestione accidentale di dosi elevate di acido chenoursodesossicolico bisogna somministrare colestiramina per la sua capacità di chelare gli acidi biliari.

## Interazioni
È da evitare la somministrazione in concomitanza con farmaci che aumentano l'escrezione biliare di colesterolo (estrogeni, alcuni ipolipemizzanti), con farmaci potenzialmente epatotossici, con colestiramina (salvo il caso di sovradosaggio), con alpha-metildopa.